# Wojna z Indianami Północnego Zachodu
Wojna z Indianami Północnego Zachodu (1785-1795), znana też jako Wojna Małego Żółwia lub Wojna z Indianami Ohio – konflikt zbrojny pomiędzy Stanami Zjednoczonymi i konfederacją plemion indiańskich Ameryki Północnej o panowanie nad ówczesnymi północno-zachodnimi rubieżami USA. Była następstwem szeregu walk o te ziemie, najpierw pomiędzy plemionami indiańskimi, następnie zaś w oparciu o sojusze z potęgami europejskimi, jak Francja, Wielka Brytania i ich kolonie. Stany Zjednoczone wmieszały się w te wojny natychmiast po uzyskaniu niepodległości. Dziesięcioletni ciąg starć zakończyło zwycięstwo wojsk amerykańskich w bitwie pod zaporą z pni w roku 1794. W rezultacie Indianie, na mocy traktatu z Greenville, musieli scedować większość obszarów Kraju Ohio na rzecz USA w roku 1795.
Wojny tej nie należy mylić ze sto lat późniejszym buntem kanadyjskich Metysów, zwanym rebelią północno-zachodnią, a ówczesnego Terytorium Północno-Zachodniego nad rzeką Ohio – z kanadyjskimi Terytoriami Północno-Zachodnimi.

## Powstanie konfederacji plemion
Współdziałanie plemion indiańskich, które stworzyły konfederację, miało swe początki w okresie francuskiej kolonizacji kontynentu i zostało odtworzone w czasie wojny o niepodległość Stanów Zjednoczonych. Ta nowa konfederacja powstała na jesieni roku 1785 w Fort Shelby w przekonaniu, że plemiona członkowskie konfederacji powinny występować wobec Stanów Zjednoczonych wspólnie. Te ustalenia zostały potwierdzone na naradzie w wiosce Huronów (Wyandotów) położonej w miejscu, gdzie dziś znajduje się miasteczko Upper Sandusky. Konfederacja uznała rzekę Ohio za granicę pomiędzy jej terenami a ziemiami zasiedlanymi przez białych. Huroni stali się nominalnie „ojcami” plemion konfederackich, chociaż Szaunisi i Miami mieli znaczniejsze siły bojowe.
Siły konfederacji składały się z wojowników następujących plemion:
- Huronów (Wyandotów)
- Szaunisów
- Rady trzech ognisk:
  - Odżibwejów
  - Ottawów
  - Potawatomich
- Delawarów
- Miami
- Kickapoo
- Kaskaskia
- Konfederacji Wabash (Weaowie, Piankasowie i inne z grupy językowej Miami)
- Czirokezów Chickamauga

W walkach niemal nigdy nie uczestniczyły całe plemiona; społeczności indiańskie nie były wystarczająco scentralizowane. Poszczególne wioski, a nawet pojedynczy wojownicy decydowali o przystąpieniu do wojny.
Około 200 Czirokezów z dwóch szczepów, znanych jako Chickamauga, mieszkało i walczyło razem z Szaunisami od czasów amerykańskiej wojny rewolucyjnej przez wszystkie lata istnienia konfederacji. Ponadto wódz Czirokezów Dragging Canoe wysyłał oddziały wojowników celem przeprowadzenia określonych operacji.
Niektórzy wojownicy Czoktawów i Czikasawów, tradycyjnie zwaśnionych z plemionami konfederacji, służyli jako zwiadowcy armii amerykańskiej.

## Przebieg działań

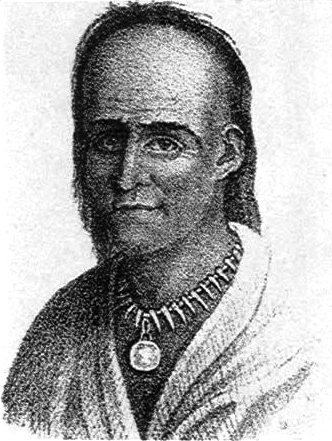
Mały Żółw

Działający w tym regionie handlowi agenci brytyjscy chętnie sprzedawali Indianom broń i amunicję, jednocześnie zachęcając do atakowania amerykańskich osad. W połowie lat osiemdziesiątych XVIII wieku Indianie dokonali kilku izolowanych napadów, co doprowadziło do eskalacji napięcia. Jesienią roku 1786 gen. Benjamin Logan poprowadził przeciwko wioskom Szaunisów nad brzegami Mad River znaczny oddział składający się z żołnierzy armii federalnej i konnych milicjantów z Kentucky. Wioski były praktycznie bezbronne, bowiem wojownicy pustoszyli właśnie Kentucky. Logan spalił je wraz z zapasami żywności i zabił pewną liczbę Indian, w tym ich wodza, Molunthę, którego zamordował jeden z oficerów Logana. Rajd Logana, a szczególnie zabicie wodza, rozwścieczyły Szaunisów, więc odpowiedzieli kolejnymi atakami na amerykańskich osadników. W rezultacie zginęło około 1500 osadników znad Ohio i podróżnych, którzy nieostrożnie zapuścili się na północ od biegu rzeki. Nikt nie liczył Indian, którzy zginęli w czasie odwetowych rajdów białych.
W roku 1790 prezydent George Washington i Sekretarz Wojny Henry Knox nakazali generałowi Josiah Harmarowi podjęcie ofensywy na terytoria plemienne Szaunisów i Miami. W październiku 1790 roku 1853 ludzi Harmara znalazło się w pobliżu dzisiejszego Fort Wayne. Harmar rzucił 400 żołnierzy, dowodzonych przez pułkownika Johna Hardina, do ataku na liczące około 1100 wojowników zgrupowanie Indian, co skończyło się klęską Hardina. Stracił co najmniej 129 ludzi.
Teraz Washington kazał generałowi majorowi Arthurowi St. Clairowi, gubernatorowi Terytorium Północno-Zachodniego, podjąć bardziej zdecydowane wysiłki latem 1791. Pokonawszy znaczne trudności ze znalezieniem ludzi i wyposażenia St. Clair jesienią był gotów, ale jego ludzie byli słabo wyszkoleni. O świcie dnia 4 listopada kolumna St. Claira, z towarzyszącą jej grupą około 200 cywilów, zatrzymała się na popas w pobliżu zbudowanego później Fort Recovery, nie ubezpieczywszy się należycie. Siły indiańskie, składające się z około 2000 wojowników dowodzonych przez Małego Żółwia, Błękitną Kurtkę i Tecumseha, uderzyły znienacka. Zaskakując Amerykanów wojownicy szybko przełamali słabą linię obronną. Niezdyscyplinowani, źle wyszkoleni rekruci wpadli w panikę i zaczęli uciekać, ginąc pod ciosami Indian. Wraz z nimi zginęło wielu oficerów próbujących powstrzymać uciekinierów i wprowadzić jakiś ład. Łącznie w czasie bitwy nad Wabash zginęło 632 spośród 920 żołnierzy i oficerów, co wynosi 69% ogółu sił; 264 dalszych było rannych. Zginęli również niemal wszyscy towarzyszący wojsku cywile, co daje liczbę około 830 zabitych – najwięcej ze wszystkich bitew stoczonych z Indianami. W 1792 roku wysłannicy Washingtona, pułkownik John Hardin i major Aleksander Truman, zginęli podczas misji pokojowych w Ohio.
Po katastrofie oddziału St Claira Washington wezwał gen. Anthony’ego Wayne’a i zlecił mu sformowanie dobrze wyćwiczonej formacji. Wayne pod koniec roku 1793 objął dowodzenie nowo utworzonego Legionu Amerykańskiego. Po intensywnym szkoleniu siły Wayne’a wkroczyły na ziemie Indian i zbudowały, w miejscu klęski St. Claira, Fort Recovery. W czerwcu 1794 roku Mały Żółw uderzył na Fort Recovery, ale bez powodzenia. Dobrze wyszkolony Legion Wayne’a posunął się dalej w głąb terytorium konfederacji. Błękitna Kurtka zastąpił w dowodzeniu Małego Żółwia, ale nic to nie dało; w sierpniu siły indiańskie zostały pokonane w bitwie pod zaporą z pni.
Uchodzący z pola bitwy Indianie skierowali się, celem przegrupowania i dozbrojenia, do brytyjskiego Fort Miami. Ku zaskoczeniu Błękitnej Kurtki i jego wojowników brama fortu była na głucho zamknięta. Brytyjczycy i Amerykanie – o czym Indianie nie wiedzieli – osiągnęli wreszcie porozumienie, tym razem przeciwko jakobińskiej Francji i jej rewolucji.
W roku 1795 Stany Zjednoczone przygotowały tekst dwóch traktatów, jakie miały przypieczętować zmianę układu sił na starym Północnym Zachodzie. Na mocy traktatu z Greenville Indianie z plemion konfederacji musieli zrzec się większości obszaru Ohio i niewielkiej części Indiany na rzecz USA i uznać Waszyngton (w miejsce Londynu) za dominującą siłę na kontynencie; dodatkowym postanowieniem traktatu było wzięcie dziesięciu wodzów indiańskich jako zakładników do czasu, aż wrócą do swoich wzięci w niewolę biali. W tym samym roku Stany Zjednoczone wynegocjowały traktat Jaya z Wielką Brytanią, na mocy którego Anglicy mieli wycofać się ze wszystkich fortów na zachodzie, a jednocześnie otworzyć swe posiadłości na Karaibach dla amerykańskiego handlu.

## Skutki
Wojna ta nigdy nie miała jednej, ogólnie przyjętej nazwy; używano określeń takich jak „wojna z Indianami na starym Północnym Zachodzie”, „wojna o Kraj Ohio”, „wojna z Indianami w Ohio”, lub „wojna o granicę na rzece Ohio”. W dokumentach US Army występuje jako „kampania przeciwko Miami”. Historycy najczęściej omijają ten problem, opisując ją bez nadawania nazwy. Podobnie, bitwy i ekspedycje tej wojny również nie mają standardowych nazw w opracowaniach historycznych w USA, z wyjątkiem bitwy pod zaporą z pni.
Wojna z Indianami Północnego Zachodu była fragmentem długiego ciągu walk o pogranicze w Ohio. Należy do tego ciągu zaliczyć wojnę z Francuzami i Indianami (1754–1763), powstanie Pontiaca (1763–1764), wojnę lorda Dunmore’a (1774) i amerykańską wojnę rewolucyjną (1775–1783). Dla wielu Indian było to trwające wiele pokoleń starcie z Europejczykami i amerykańskimi osadnikami. Na przykład historyk Francis Jennings twierdzi, że dla ludu Lenape wojna ta była zakończeniem „wojny czterdziestoletniej”, która zaczęła się wraz z ekspedycją Braddocka w 1755 roku. Dla niektórych Indian konflikt zakończył się w następnym pokoleniu powstaniem Tecumseha (1811) i wojną roku 1812 (stąd termin „wojna sześćdziesięcioletnia”). W rzeczywistości konflikt trwał aż do lat trzydziestych XIX wieku, kiedy to, na skutek przegranej wojny Czarnego Jastrzębia (1832), Indianie zostali ostatecznie wypchnięci z terenów na wschód od Missisipi.